# Lac Lacoste
Lac Lacoste är en sjö i Kanada.   Den ligger i regionen Laurentides och provinsen Québec, i den sydöstra delen av landet, 120 km nordost om huvudstaden Ottawa. Lac Lacoste ligger 280 meter över havet. Arean är 1,9 kvadratkilometer. Den sträcker sig 3,1 kilometer i nord-sydlig riktning, och 1,6 kilometer i öst-västlig riktning.
I omgivningarna runt Lac Lacoste växer i huvudsak blandskog. Runt Lac Lacoste är det glesbefolkat, med 8 invånare per kvadratkilometer.